# 大伴坂上郎女
大伴坂上郎女（おおとものさかのうえのいらつめ、生没年不詳）は、『万葉集』の代表的歌人。大伴安麻呂と石川内命婦の娘。
大伴稲公の姉で、大伴旅人の異母妹。大伴家持の叔母で姑でもある。『万葉集』には、個入第3位の歌数で、長歌・短歌合わせて84首が収録され、額田王以降、最大の女性歌人である。坂上郎女の通称は坂上の里（現・奈良市法蓮町北町）に住んだためとされている（『万葉集』）。

## 経歴
16、7歳頃に、穂積皇子に妃として嫁ぐが、霊亀元年（715年）に18、9歳で死別する。この頃、首皇子（聖武天皇）と親交を持ったようである。その後に藤原麻呂の恋人となるが、別離後に、天平9年（737年）7月13日に麻呂が当時流行していた天然痘で亡くなる。養老8年（724年）頃、異母兄の大伴宿奈麻呂の妻となり、坂上大嬢と坂上二嬢を産んだが、その後、早くに死別したと思われる。氏長の大伴旅人は、大宰府に帥で赴任するが、神亀5年頃、妻を任地で亡くし、郎女はそのもとに赴き、太宰帥の家で同居し大伴家持、大伴書持を養育したといわれる。この間の歌は（万葉集巻4-563・564）相聞歌2首しかない。その2年後、天平2年（730年）6月に旅人も脚の腫れ物で重態になり、立ち会う証人者を呼び遣言するが、持ちなおす。同年11月郎女は先行して大和へ旅立つ。だが、同年12月に旅人が帰京するが、その7か月後、天平3年7月25日旅人が亡くなる（『続日本紀』）。
旅人亡き後は、大伴氏の本宅の佐保邸で、大伴氏の刀自（婦人の長老）として、大伴氏の一族を支えて、家政を取り仕切り、宗廟の祭祀、親戚の宴を主催した。皇族ではない異例の、佐保邸（万葉集巻4-721)や、春日の里（同725・726）の個人地で詠んだ奉納歌を、聖武天皇に献歌していて、勢力が拡大する新興貴族の藤原氏に対抗して、氏長者の家持がまだ若い既存貴族の大伴一族を守るためと指摘されている。郎女の作風は多分に技巧的でありながらも、豊かな叙情性をも兼ね備えている。しかし、彼女の数多い男性との相聞歌は、恋の歌になぞらえて、私的な宴で披露されたり、彼らへの親しみを表したものであって、実体験ではないと言われている。
天平勝宝2年（750年）、娘婿となった家持が国守として越中国に赴任し、妻として同行していた娘の大嬢に贈った歌「大嬢に賜ふ歌」（万葉集19巻-4220・4221）が 郎女の最後の歌となる。

## 研究
- 妻でもない阪上郎女が親族派遣地に赴くのは極めて珍しい。これについて、渡瀬昌忠は、亡くなった大伴郎女は中央官の京官三位死去に準じて旅人により朝廷に死亡報告され、折り返し忌使が派遣された。さらに現職の官人の死去に準じた扱いで大和から賜物が駅使により運ばれ献じられた。これは通常の官婦死去の扱いではなく、大伴郎女は、旅人が大宰帥として神功皇后・応神天皇などの皇祖霊を祭祀するときに、それを助ける厳媛（いづひめ）（大伴氏の上級女性が継承する巫女）として朝廷の公職で派遣されたとする。そして、坂上郎女はその後任として厳媛として選任され下ったとの説を唱えている[17]。
- 聖武天皇への阪上郎女の献歌は、在来の夫人からの献歌で、天皇に対して、これはなかなかできないものであり、中西進は、これが可能だったのは具体的な旧公職関係だったからだとする。天平11年前後に阪上郎女は宮廷に出仕して、奈良時代には宮人の範囲である命婦として聖武天皇に仕えたのではないか、と推定している[18]。これには、命婦なら奉歌・秦歌であり、阪上郎女は3首すべて献歌であり、それで返歌がない。そして公職だったのなら命婦などを万葉集に書き漏らすはずがない、との疑問も提示されている[19]。春日の里（同725・726）献歌は、母・石川命婦が死去して、その仲立ちとした宮廷へのつながりが絶たれ、坂上郎女は母に代わって宮中と大伴一族を繋ぐ役割りとなり、重ねて天皇へ献歌した、と推定されている[20]。
- 阪上郎女の文学的才能は母・石川郎女の宮廷歌から受け継いで拡大したものと思われるが、その一族で果たしていた役割も生活環境も、坂上郎女が石川郎女から受け継いだものは大きい[21]。

## 作品
- 今もかも大城の山にほととぎす鳴き響（とよ）むらむわれなけれども - 都に帰った後に大宰府を思いだして詠んだもの
- ぬばたまの夜霧の立ちておほほしく照れる月夜の見れば悲しさ - 月を詠んだ歌
- 今昔秀歌百撰で大伴坂上郎女,は13番で、佐保河の小石践み渡りぬばたまの黒馬の来る夜は年にもあらぬか（出典：万葉集巻四、選者：角山正之（船橋市立市場小学校校長））
- 古郷の飛鳥はあれど青丹よし平城（なら）の明日香を見らくしよしも（古郷之 飛鳥者雖有 青丹吉 平城之明日香乎 見楽思奴裳）- 詠んだ地の瑜伽神社、奈良町天神社付近の奈良市高畑町北側の丘陵は、当時は大和三山が天候により遠望できて「平城（なら）の飛鳥」と呼ばれ、はるか明日香を懐かしむとともに奈良もいいと期待する。地名にないが名前は飛鳥小学校、飛鳥中学校に残る。（『万葉集』巻6　992）